# Penny Mordaunt

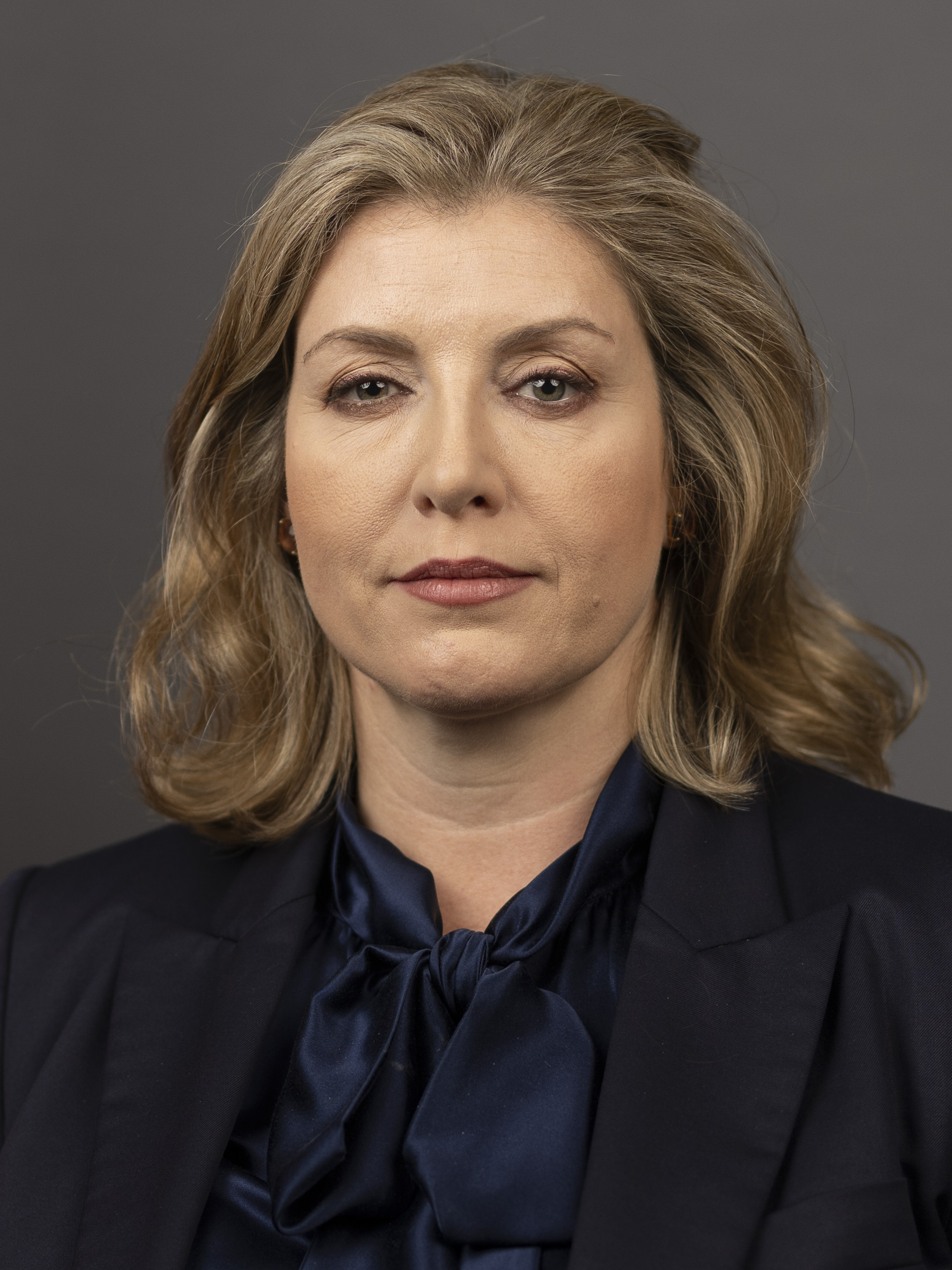
Penny Mordaunt (2022)

Penelope Mary „Penny“ Mordaunt PC (geboren am 4. März 1973 in Torquay, Devon) ist eine britische Politikerin der Conservative Party. Sie war von 2010 bis 2024 Abgeordnete im Unterhaus sowie von September 2022 bis Juli 2024 Leader of the House of Commons und Lord President of the Council. Zuvor war sie bereits Verteidigungs- und Entwicklungsministerin.

## Leben
Mordaunt ist die Tochter eines Fallschirmjägers, der nach Ende seiner militärischen Laufbahn zunächst als Lehrer und später in der Kinder- und Jugendhilfe arbeitete. Sowohl ihre 1988 verstorbene Mutter als auch ihre Stiefmutter waren ebenfalls Lehrerinnen. Im Alter von zwei Jahren zog Mordaunt mit ihrer Familie nach Portsmouth. Sie hat einen Zwillingsbruder, James, sowie mit Edward einen weiteren Bruder. Als sie 15 Jahre alt war, starb ihre Mutter an Brustkrebs und ein Jahr später wurde bei ihrem Vater Krebs diagnostiziert. Nach Abschluss ihrer Schulausbildung arbeitete sie zunächst als Assistentin eines Zauberkünstlers, um die Familie zu unterstützen und ihr Studium zu finanzieren.
Anschließend arbeitete sie im nachrevolutionären Rumänien in Kranken- und Waisenhäusern. Letzteres setzte sie auch während ihres Philosophiestudiums an der Universität Reading fort, wo sie als Präsidentin der Studentenvereinigung tätig war und auch ihr Interesse an der Politik begann.
Später war Mordaunt als Kommunikationsdirektorin bei der Verwaltung von Kensington and Chelsea und dem Dachverband der Transportunternehmer sowie in leitenden Positionen bei der britischen Diabetes-Gesellschaft, dem Community Fund und der staatlichen Lotteriegesellschaft tätig. 2004 gründete Mordaunt ein eigenes Medienunternehmen, das sie 2010 wieder verkaufte. Sie meldete sich auch als Reservistin der Marinebasis Portsmouth, eine Rolle, die sie während ihrer gesamten politischen Karriere beibehalten hat.
Mordaunt lebt in ihrer Geburtsstadt Torquay in der südwestenglischen Grafschaft Devonshire.
In ihrer Eigenschaft als Lord President of the Council kam ihr bei der Zeremonie zur Krönung von Charles III. die Rolle der Schwertträgerin („bearer of the Sword of State“) zu. Bei dem Schwert handelt es sich um das „Sword of Offering“.

## Politik

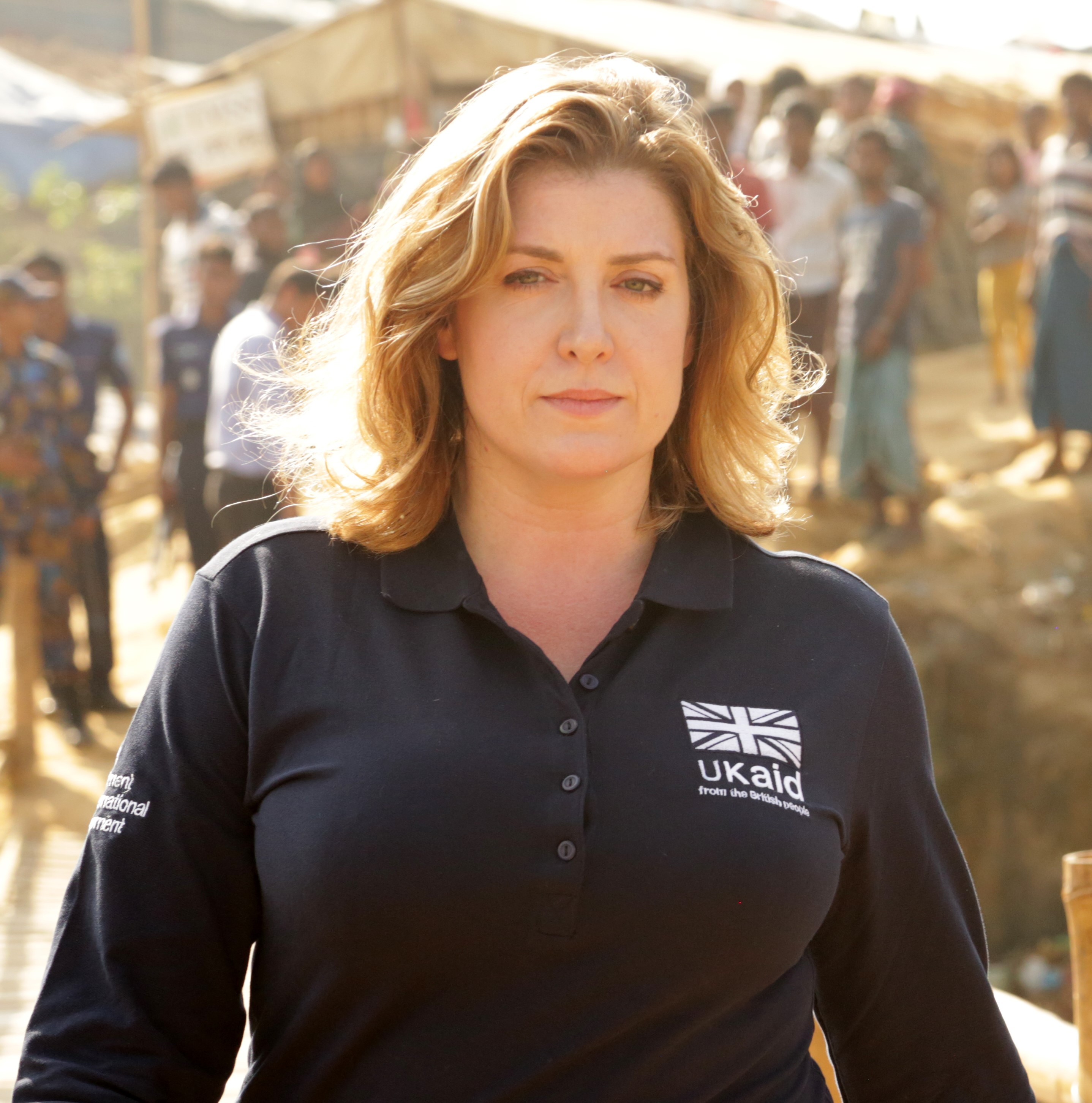
Penny Mordaunt als Entwicklungshilfeministerin in Bangladesch 2017.

Nachdem Mordaunt bei der Parlamentswahl 2005 zunächst vergeblich im Wahlkreis Portsmouth North für einen Sitz im britischen Unterhaus kandidiert hatte, war sie dort im Mai 2010 erfolgreich. Das Mandat konnte sie 2015 und 2017 verteidigen.
Im Juli 2014 wurde Mordaunt Mitglied der britischen Regierung. Zunächst fungierte sie als Staatssekretärin im Ministerium für Gemeinden und Lokalverwaltung, ab Mai 2015 im Verteidigungsministerium und ab Juli 2016 im Ministerium für Arbeit und Rente. Ab November 2017 war Mordaunt Ministerin für Entwicklungshilfe, im April 2018 wurde sie zusätzlich für die Bereiche Gleichberechtigung und Frauen zuständig. Nachdem Verteidigungsminister Gavin Williamson am 1. Mai 2019 entlassen worden war, wurde Mordaunt zu dessen Nachfolgerin ernannt. Sie war die erste Frau, die diesen Posten innehatte. Mordaunts Entwicklungshilfeministerium wurde von Rory Stewart übernommen. Nachdem Boris Johnson das Amt des Premierministers übernommen hatte, kündigte sie am 24. Juli 2019 ihren Rücktritt als Verteidigungsministerin an.
Mordaunt gilt als Befürworterin des Brexits, den sie im Rahmen des Referendums 2016 aktiv unterstützte. Sie sieht ihre politischen Interessen in den Bereichen Gesundheit, Verteidigung, Kunst, Raumfahrt sowie der Verbesserung der Lebensbedingungen älterer Menschen. 
Im Zuge einer Kabinettsumbildung des Kabinett Boris Johnson II im Februar 2020 wurde sie am 13. Februar 2020 als Nachfolgerin von Oliver Dowden zum Paymaster General ernannt. Dieses Amt hatte sie bis zum 16. September 2021 inne. Anschließend wurde sie im Rahmen einer weiteren Kabinettsumbildung zur Staatsministerin für Handel ernannt.
Mordaunt war seit November 2017 Mitglied des Privy Councils. Am 6. September 2022 erhielt sie die Ernennung zum Lord President of the Council und Leader of the House of Commons. Sie war auch Mitglied des Kabinetts Truss. Sie war zeitweilig als künftige Parteichefin der Konservativen im Gespräch, verlor aber bei den Unterhauswahlen am 4. Juli 2024 ihren Parlamentssitz.

## Werke
- mit Chris Lewis: Greater: Britain After the Storm. Biteback, London 2020, ISBN 978-1-78590-609-1.